# OCB
Pour les articles homonymes, voir OCB (chanson) et Bolloré (homonymie).
OCB, sigle de Odet-Cascadec-Bolloré, est une marque française de papier à rouler (ou papier à cigarette) fondée sous la direction de René Bolloré en 1918 à Ergué-Gabéric, près de Quimper en Bretagne
Elle appartenait au groupe familial Bolloré jusqu'en juillet 2000, date à laquelle l'industriel Vincent Bolloré cède la marque à l'américain Republic Tobacco.

## Histoire

### 1822: création du procédé de papier fin
À la fin du XIXe siècle, le médecin Jean-René Bolloré ramène de Chine un procédé permettant de fabriquer du papier extrêmement fin. 
En 1822, un premier moulin à papier est bâti au bord de l'Odet par Nicolas Le Marié avec l'aide de ses beaux-frères René-Corentin Bolloré – père de Jean-René Bolloré – et Jean-Guillaume Bolloré. En 1893, une autre fabrique est ouverte à Cascadec, sur les bords de l'Isole.
Ce papier est parmi les plus fins, les plus légers et plus transparents : 10 g/m2
Ce papier fin sera principalement utilisé pour l'impression des bibles, missels, encyclopédies, dictionnaires et plus généralement des livres avec un grand nombre de pages.
Lors de la Première Guerre mondiale (1914-1918) nombreux sont les poilus qui fument la pipe pour occuper les "temps morts". Les plus jeunes soldats, démunis de pipe, ont alors utilisé le papier fin des bibles et des missels afin de rouler le tabac pour confectionner des cigarettes.

### 1918: création de la marque OCB
En 1918, un descendant de Jean-René Bolloré, René Bolloré (1885–1935) rachète le moulin de Cascadec et crée la marque OCB, pour Odet-Cascadec-Bolloré,. La papeterie fournit le papier bible aux éditions Gallimard pour sa prestigieuse collection de La Pléiade. 
En 1981, Vincent Bolloré rachète la papèterie familiale pour un franc symbolique. En 1987, Vincent Bolloré rachète un concurrent, la société JOB de Perpignan, et crée ainsi Bolloré Technologies.

### 2000: cession à l'américain Republic Tobacco
En 2000, Vincent Bolloré revend 81 % de la société à son principal client américain, Don Levin, qui renomme l'entreprise Republic Technologies. La fabrication des cahiers OCB a toujours lieu à l'usine de Perpignan dans les Pyrénées-Orientales en Occitanie et s’est fortement développée depuis. 
Depuis juillet 2000, OCB est une marque de Republic Technologies, anciennement Bolloré Technologies, qui fait partie du groupe américain Republic Tobacco. En 2006, Bolloré revend sa part restante de 19 % de la société à Don Levin.

## Gammes
OCB possède des gammes de produits divers liés au tabac tels que filtres, rouleuses, tubes et tubeuses. Cependant, le plus gros du chiffre d'affaires est engrangé par le biais de la vente de feuilles à rouler, dont le monopole de la marque se situait à 90 % en 2011. Les types de feuille disponibles diffèrent selon les pays, mais deux grandes catégories de produits peuvent être établies : formats standards et formats longs (ces derniers sont l'apanage quasi exclusif des consommateurs de cannabis et représentaient environ 60 % des livraisons en bureau de tabac en 2011).
En janvier 2024, OCB annonce une gamme de produits dédiés au cannabis (feuilles à rouler et cônes pré-roulés) en collaboration avec l'entreprise californienne Houseplant, créée par Seth Rogen et Evan Goldberg.

## Culture populaire
En 1991, Cathy Claret enregistre une chanson en espagnol, Bollore, sur l'album Soleil y locura, une ode au papier à cigarette OCB qui deviendra célèbre grâce à la version de Raimundo Amador et B. B. King : « Bollore te quita las penas / Bollore pa toda la vida / Bollore nos vuelve locos / Bollore !! que papel !![Quoi ?] » (« Bollore t'enlève les peines / Bollore, pour toute la vie / Bollore nous rend tous fous / Bollore, quel papier ! »).
En 1993, le groupe Billy Ze Kick et les Gamins en Folie dans son premier album chante la chanson « OCB » en référence au papier OCB en le renommant par rétroacronymie « Occis Carton Blindé ».
En 1995, dans La Haine, la caméra fait un plan fixe sur un paquet de feuilles OCB tandis que les personnages principaux roulent un joint sur les toits de Paris en chantonnant : « Tu roules avec OCB ? Ouais, tu m'connais. » Le dialogue est une référence aux paroles de la chanson « Le Shit Squad » de IAM sortie deux ans plus tôt.
« OCB » est également le titre d'une chanson du rappeur Mc Jean Gab'1, sur l'album Ma Vie, sorti en 2003. Dans cette chanson, il utilise le verlan, ainsi que l'argot parisien.
OCB et son lien avec Vincent Bolloré est mentionné dans la chanson « Pompafric » du groupe Tryo ainsi que dans le titre « La puissance du port du Havre » du rappeur Médine.

## Rumeurs
Une rumeur de 1996 prétendait qu'OCB appartiendrait à Jean-Marie Le Pen, ou au Front national, ou qu'il en serait actionnaire, ou encore qu'OCB financerait le Front national. Le groupe Bolloré, après avoir ignoré la rumeur dans un premier temps, choisit de répondre en 1997 par une publicité mettant en scène un mannequin noir, « incompatible avec le message de la rumeur ». Cette rumeur persistait encore en 2009.